# 背炙り山空中ケーブル
背炙り山空中ケーブル（せあぶりやまくうちゅうケーブル）は、かつて福島県会津若松市で市が経営していた索道。東山温泉から 背炙り山・黄金丘（第1ケーブル）、 背炙り山・黄金丘から関白平（第2ケーブル）を結んでいた。

## 概要
1955年末に市議会で建設可決。1956年1月に定礎し、同年8月10日に第1ケーブルが開業した。
工費5000万円をかけて建設された第1ケーブルは、東山温泉から背炙り山・黄金丘へ延長1040m、標高差375m（沢登り）、所要時間5分、31人乗りのゴンドラ2機で、それぞれ市民公募で「あさぎり」「ゆうぎり」と名付けられ、開業当時の料金は大人片道70円、往復130円だった。
第2ケーブルは、1961年9月に市議会で建設決定し、1962年9月22日に開通。路線は、背炙り山・黄金丘から関白平へ700m、高低差60m（沢渡り）で15人乗りのゴンドラ2機で、それぞれ「青い鳥」「赤い鳥」と名付けた。

## 廃止
しかし、山頂への県道が進んだ1970年代頃から乗客率は低迷し、その後アスレチック施設や無料キャンプ場を設けるなどしたが、経営改善にはならず、老朽化が進んだこともあり1984年4月にはケーブルの運行を休止、1985年4月1日に廃止となった。